# Alpinia calcarata
Alpinia calcarata är en enhjärtbladig växtart som först beskrevs av Adrian Hardy Haworth, och fick sitt nu gällande namn av William Roscoe. Alpinia calcarata ingår i släktet Alpinia och familjen Zingiberaceae. Inga underarter finns listade i Catalogue of Life.

## Bildgalleri

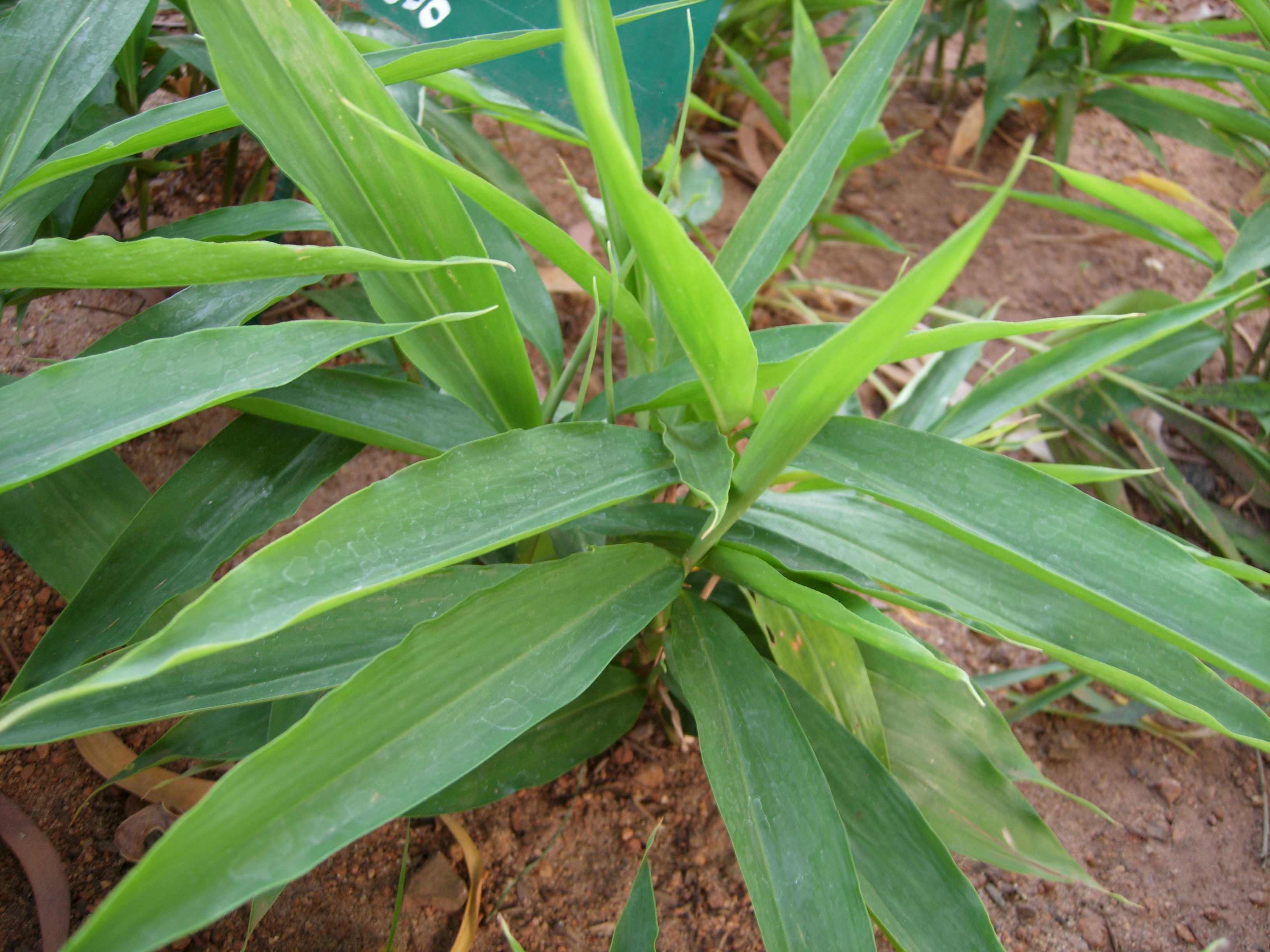
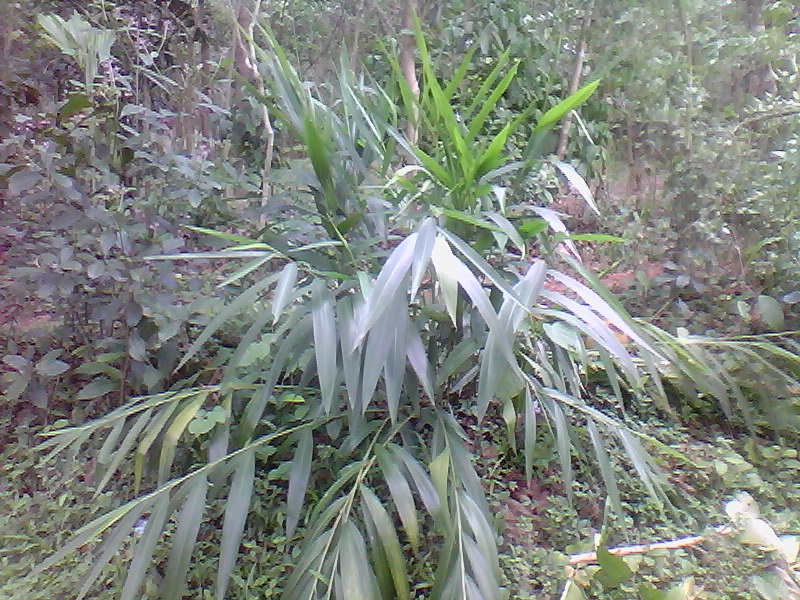
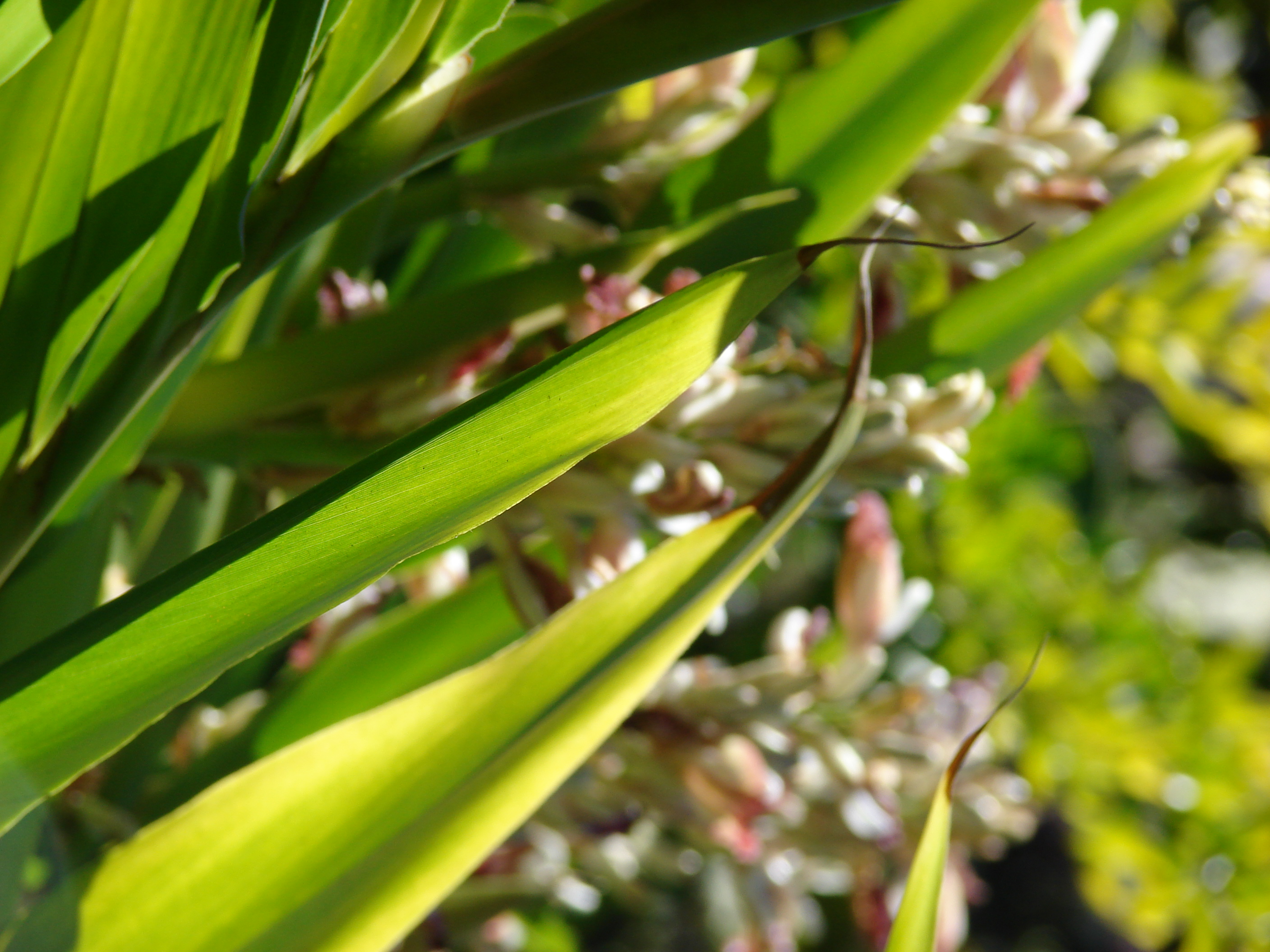